# Palmetum Kubota
El Palmetum Kubota también denominado Jardín Botánico de Yoshinao Kubota o en japonés 窪田椰子園 Kubota Yashien, es un Palmetum y jardín botánico especializado en la familia de plantas Arecaceae, localizado en Masaki en la isla de Shikoku, Japón.
El código de reconocimiento internacional del Kubota Yashien como institución botánica (en el Botanical Gardens Conservation International - BGCI), así como las siglas de su herbario es MASAK.

## Localización
Se encuentra orientado al Mar Interior de Seto.
Kubota Yashien, Nakagawara928, Masaki-chō, lyo-gun, Ehime-ken 791-3192, Shikoku-jima Japón.
Planos y vistas satelitales.33°41′15.72″N 132°48′13.32″E / 33.6877000, 132.8037000
Está abierto al público diariamente.

## Historia
Este jardín botánico es la obra personal del Sr. Yoshinao Kubota que tuvo la intención de hacer un jardín de palmeras mediante la recopilación durante unos 40 años y una inversión en su propiedad privada.
En mayo de 1959, Kubota comenzó su colección con el propósito de reunir una colección de palmas con vistas a la investigación científica y enfoque turístico.
En 1969, fue designado por el ministro de Educación como una instalación que se corresponde con el museo según lo prescrito en la ley del museo, como un jardín cultivado especializado en la familia de las palmas.
Se cambió su nombre a "jardín botánico subtropical de Ehime" en 1986.
El Jardín Botánico de Yoshinao Kubota conserva todo el encanto que le dio su creador y propietario.

## Colecciones
El palmetum alberga unas 70 especies de plantas de palma de la familia Arecaceae destacan los ejemplares de "Kanarii yashi" (Phoenix canariensis), "Chabotoujuro" (Chamaerops humilis), palma de Brasil (Butia capitata), "Shiraga yashi" (Washingtonia filifera) y "Nipon yashi" (Oncosperma tigillarium).
Junto a las palmas hay alrededor de 56 especies de plantas subtropicales.
A la derecha de la entrada hay una piedra monumento conmemorativo "monumento a Noriyuki Kubota Masako colaborador en la instalación" por parte de su director Yoshinao en gratitud para la colaboración de esposa Masako.